# Luigi Russo (calciatore)
Luigi Russo (Sapri, 9 gennaio 1964) è un allenatore di calcio ed ex calciatore italiano, di ruolo difensore.

## Caratteristiche tecniche
Marcatore polivalente, in carriera ha ricoperto tutti i ruoli del reparto arretrato. Destro naturale dotato di discrete doti tecniche, faceva del gioco aereo e dell'anticipo sull'attaccante i suoi punti di forza.

## Carriera

### Giocatore
Cresciuto nel Sapri, Russo ha esordito in Serie C1 con la Ternana nel campionato 1981-1982; in Umbria gioca per due stagioni, totalizzando 13 presenze in campionato. Nell'estate del 1983 è stato acquistato dal Milan, con cui ha esordito in Serie A il 25 maggio 1984 al Franchi di Firenze contro la Fiorentina. Con i rossoneri ha disputato 32 partite tra campionato e coppe, di cui 17 in Serie A prima di trasferirsi al Como nel 1986, con cui ha giocato altre 11 partite in massima serie.
Nel 1987 si è trasferito in Serie B al Padova, con cui gioca da titolare mettendo a segno 2 reti. Nella stagione successiva passa al Piacenza, con cui gioca un campionato di Serie B e uno di Serie C1. Nella stagione 1990-1991, pur essendo sotto contratto con il Piacenza, non è mai sceso in campo essendo in lista di trasferimento.
Nel 1991 ha firmato per il Leffe, con cui ha ottenuto la promozione al termine della stagione 1991-1992 e ha disputato due campionati di Serie C1. Nel 1994 si è trasferito alla Pistoiese, sempre in Serie C1, con cui ha conquistato la promozione in Serie B dopo i play-off vinti contro il Fiorenzuola.
Dopo aver disputato un campionato cadetto, si è trasferito al Sandonà (Serie C2) e successivamente ha giocato nei dilettanti con Pordenone, Santa Lucia di Piave e Miranese, dove ha chiuso la carriera nel 2002.

### Allenatore
Inizia la carriera di allenatore negli ultimi mesi della sua militanza nella Miranese. In seguito allena formazioni dell'Eccellenza veneta (Sagittaria e Favaro), prima di affiancare Andrea Manzo (suo ex compagno nel Milan) come allenatore in seconda del Portogruaro.
Nel 2010 diventa allenatore in seconda del Treviso, al fianco dell'ex compagno di squadra nel Padova Diego Zanin. Con i veneti ottiene la promozione in Lega Pro Seconda Divisione. Segue Zanin anche al Venezia, da cui viene esonerato nel gennaio 2013.

## Palmarès

### Giocatore
- Serie C1: 1

Piacenza: 1990-1991